# Evgeny Kolesnikov
Evgeny Kolesnikov (26 de dezembro de 1986) é um basquetebolista profissional russo, atualmente joga no Avtodor Saratov.